# Juanni Spano
Juanni Spano (en sard, però més sovint en italià: Giovanni Spano o Spanu) (Ploaghe, Sardenya 1803- Càller, 1882) fou un capellà i lingüísta sard, considerat un dels fundadors de la recerca arqueològica a Sardenya.
El 1825 es graduà en teologia a Sàsser, s'ordenà el 1830 i el 1854 arribaria a dirigir l'Ateneu de Càller. Va compondre Ortografia sarda e nazionale, ossia grammatica della lingua loguderese paragonata all'italiana (1840), primer intent de cercar una ortografia unificada de la llengua sarda, que divideix la llengua en quatre dialectes, i proposa la unificació basada en el dialecte del Logudor i Vocabolario sardo-italiano e italiano-sardo (1851-1852). També compongué el Bollettino Archeologico Sardo (1855-1861) en quatre volums, Guida di Cagliari e dei suoi dintorni (1856), Guida del Duomo di Cagliari (1856), Storia e descrizione dell'Anfiteatro Romano di Cagliari (1868). El 1871 fou nomenat senador del regne d'Itàlia i catedràtic a Torí.

## Obres

### Divulgació
- Guida di Cagliari e dei suoi dintorni (1856)
- Guida del Duomo di Cagliari (1856)
- Note, aggiunte e emendamenti all'Itinerario dell'isola di Sardegna di Alberto della Marmora (1865)
- Storia e descrizione dell'Anfiteatro Romano di Cagliari (1868)
- Abbecedario storico degli uomini illustri sardi scoperti ultimamente nelle pergamene, codici ed in altri monumenti antichi : con appendice Dell'Itinerario antico della Sardegna (1869)
- Acque termali di San Saturnino presso Benetutti (1870)
- Storia degli ebrei in Sardegna (1875)
- Alberto della Marmora, la sua vita e i suoi lavori in Sardegna e la medaglia fatta coniare dal municipio di Cagliari (1875)

### Llengua sarda
- Ortografia sarda e nazionale, ossia grammatica della lingua loguderese paragonata all'italiana (1840)
- Vocabolario sardo-italiano e italiano-sardo (1851-52)
- Vocabolario sardo geografico, patronimico e etimologico (1872)

### Arqueologia
- L'antica città di Tharros (1851)
- Bullettino archeologico sardo ossia raccolta dei monumenti antichi in ogni genere di tutta l'isola di Sardegna (1855-1861)
- I nuraghi di Sardegna (1867)